# Platja de Durmideiras
La platja de Durmideiras cala da Cuncha o praia do Grelle és una petita platja situada al nord de la ciutat de la Corunya. Té una longitud de només uns 10 metres i l'amplada mitjana és d'uns 30. La sorra és fina.
Tot i que es troba als afores de la ciutat, les seves petites dimensions fan que tingui un alt grau d'ocupació. En autobús s'hi pot arribar amb les línies 3, 3A i 5. No hi està permès l'accés amb animals.